# 세라 블라스코
세라 블라스코(Sarah Blasko, 1976년 9월 23일 ~ )는 오스트레일리아의 싱어송라이터이다. 2009 ARIA 뮤직 어워드 최우수 여자음악가상 수상자이다.

## 음반 목록
- The Overture & the Underscore (2004)
- What the Sea Wants, the Sea Will Have (2006)
- As Day Follows Night (2009)
- I Awake (2012)
- Eternal Return (2015)
- Depth of Field (2018)